# ستافورد (تكساس)
ستافورد (بالإنجليزية: Stafford)‏ هي مدينة أمريكية تقع في ولاية تكساس. تبلغ مساحة هذه المدينة 18.1 (كم²)، ويبلغ عدد سكانها 17693 نسمة حسب إحصاء سنة 2010 م.

## التركيبة السكانية
حدّد مكتب تعداد الولايات المتحدة بيانات التركيبة السكانية لستافورد في تعداد الولايات المتحدة. في ما يلي، التركيبة السكانية حسب تعدادي 2000 و2010.

### تعداد عام 2000
بلغ عدد سكان ستافورد 15,681 نسمة بحسب تعداد عام 2000، وبلغ عدد الأسر 5,865 أسرة وعدد العائلات 4,033 عائلة مقيمة في المدينة. في حين سجلت الكثافة السكانية 859.7 نسمة لكل كيلومتر مربع (2,226.6/ميل2). وبلغ عدد الوحدات السكنية 6,390 وحدة بمتوسط كثافة قدره 350.3 لكل كيلومتر مربع (907.3/ميل2).
وتوزع التركيب العرقي للمدينة بنسبة 46.95% من البيض و18.85% من الأمريكيين الأفارقة و0.43% من الأمريكيين الأصليين و19.80% من الأمريكيين ذوي الأصول الآسيوية و0.06% من سكان جزر المحيط الهادئ و10.53% من الأعراق الأخرى و3.39% من عرقين مختلطين أو أكثر و23.30% من الهسبانيون أو اللاتينيون من أي عرق.
بلغ عدد الأسر 5,865 أسرة كانت نسبة 41.2% منها لديها أطفال تحت سن الثامنة عشر تعيش معهم، وبلغت نسبة الأزواج القاطنين مع بعضهم البعض 52.8% من أصل المجموع الكلي للأسر، ونسبة 12.2% من الأسر كان لديها معيلات من الإناث دون وجود شريك، بينما كانت نسبة 3.7% من الأسر لديها معيلون من الذكور دون وجود شريكة وكانت نسبة 31.2% من غير العائلات. تألفت نسبة 25.4% من أصل جميع الأسر من عدة أفراد يعيشون في نفس المنزل ونسبة 2.5% كانت تتألف من شخص يعيش بمفرده يبلغ من العمر 65 عاماً أو أكثر. وبلغ متوسط حجم الأسرة المعيشية 2.67، أما متوسط حجم العائلات فبلغ 3.27.
بلغ العمر الوسطي للسكان 30.7 عاماً. وكانت نسبة 27.9% من القاطنين تحت سن الثامنة عشر، وكانت نسبة 9.9% بين الثامنة عشر والرابعة والعشرين عاماً، ونسبة 38.5% كانت واقعةً في الفئة العمرية ما بين الخامسة والعشرين والرابعة والأربعين عاماً، ونسبة 18.8% كانت ما بين الخامسة والأربعين والرابعة والستين، ونسبة 4.9% كانت ضمن فئة الخامسة والستين عاماً فما فوق. يوجد لكل 100 أنثى 97.4 ذكر، ويوجد لكل 100 أنثى في الثامنة عشر من عمرها فما فوق 93.1 ذكر.
بلغ متوسط دخل الأسرة في المدينة 53,401 دولارًا، أما متوسط دخل العائلة فبلغ 57,993 دولارًا. وكان متوسط دخل الذكور 37,235 دولارًا مقابل 31,215 دولارًا للإناث. وسجل دخل الفرد الخاص بالمدينة 20,580 دولارًا. وكانت نسبة 3% من العائلات ونسبة 3.5% من السكان تحت خط الفقر، وكان من هؤلاء نسبة 3.8% تحت سن الثامنة عشر ونسبة 2.7% في الخامسة والستين من العمر وما فوق.

## معرض صور

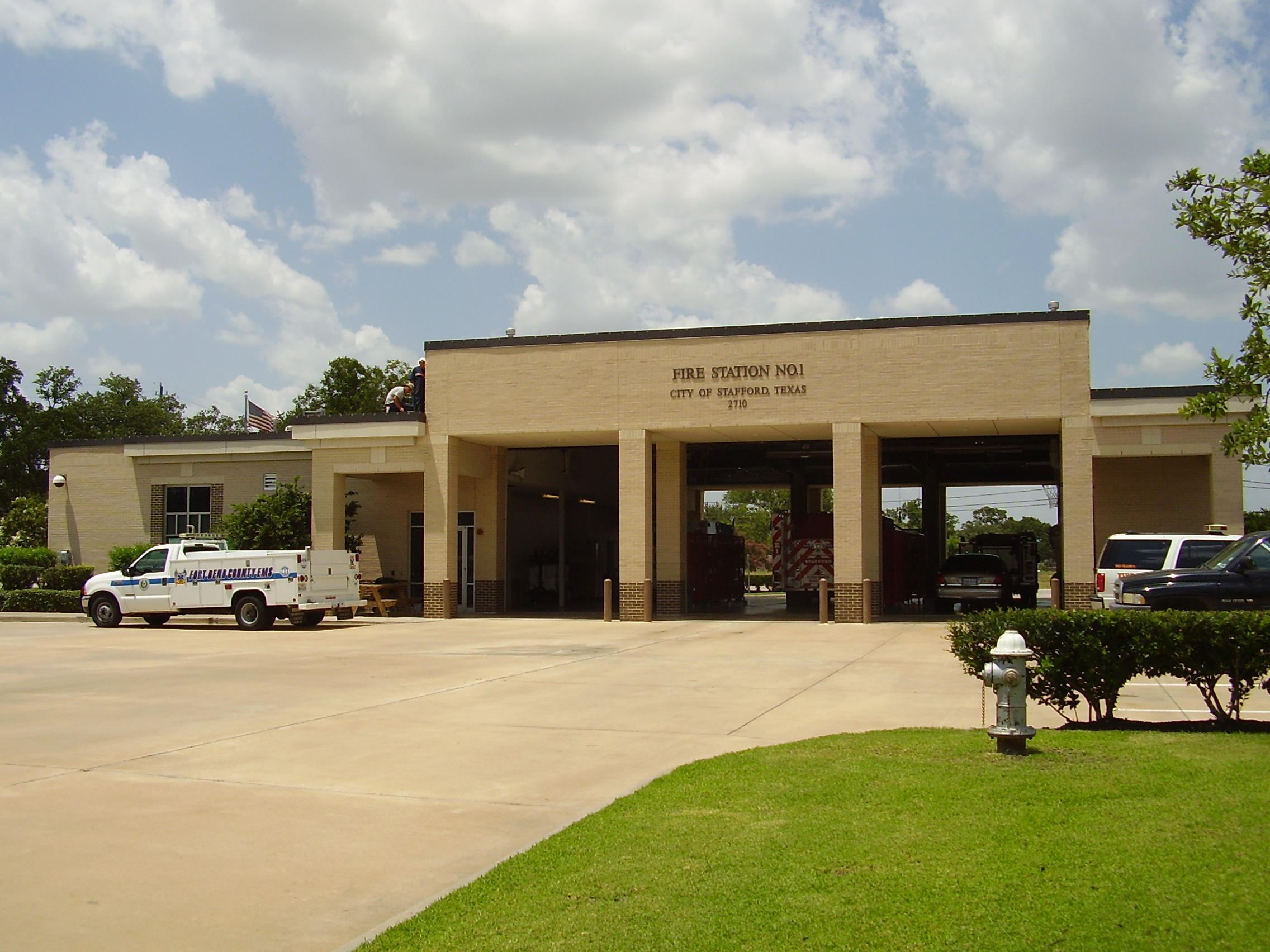
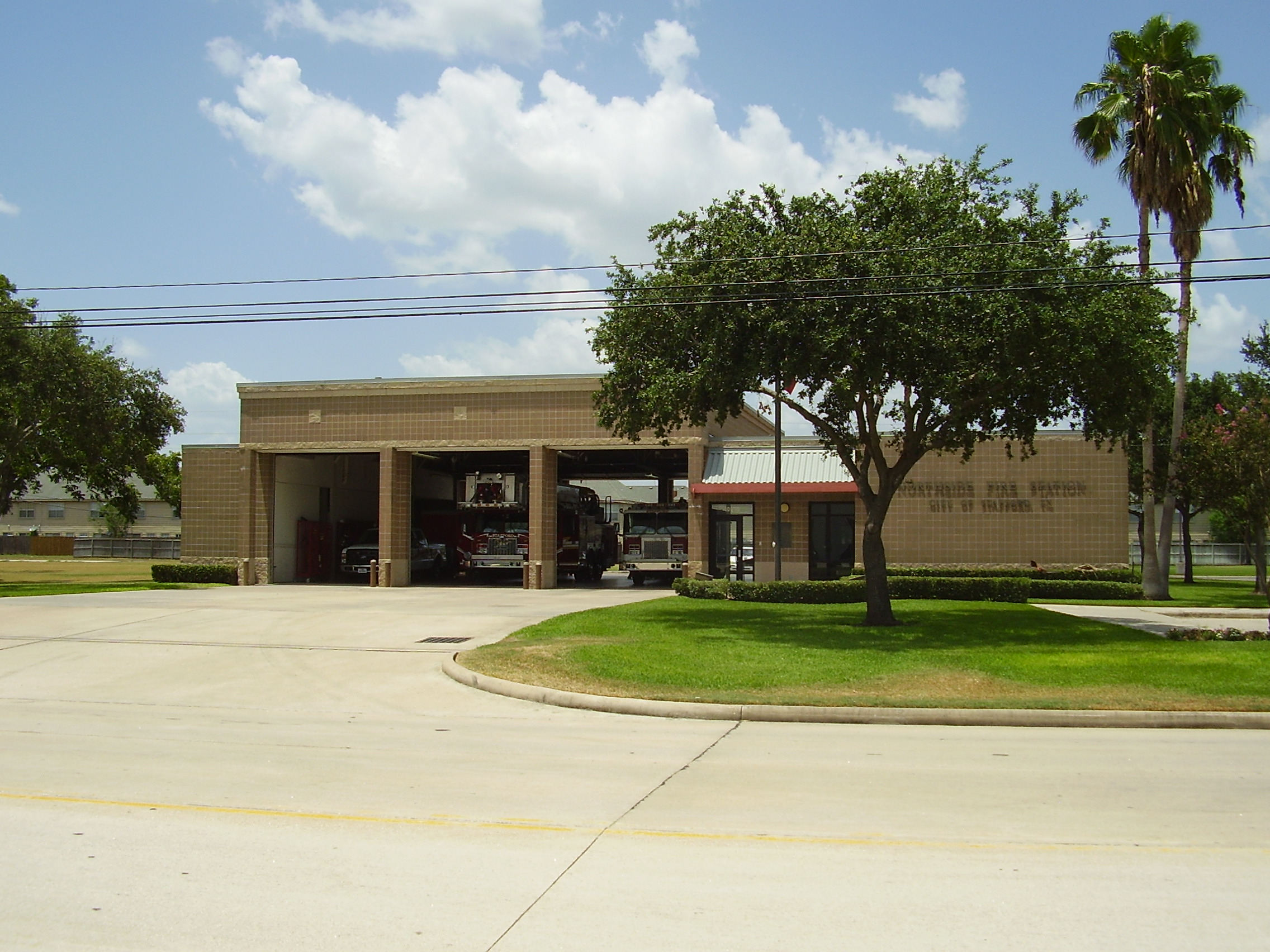
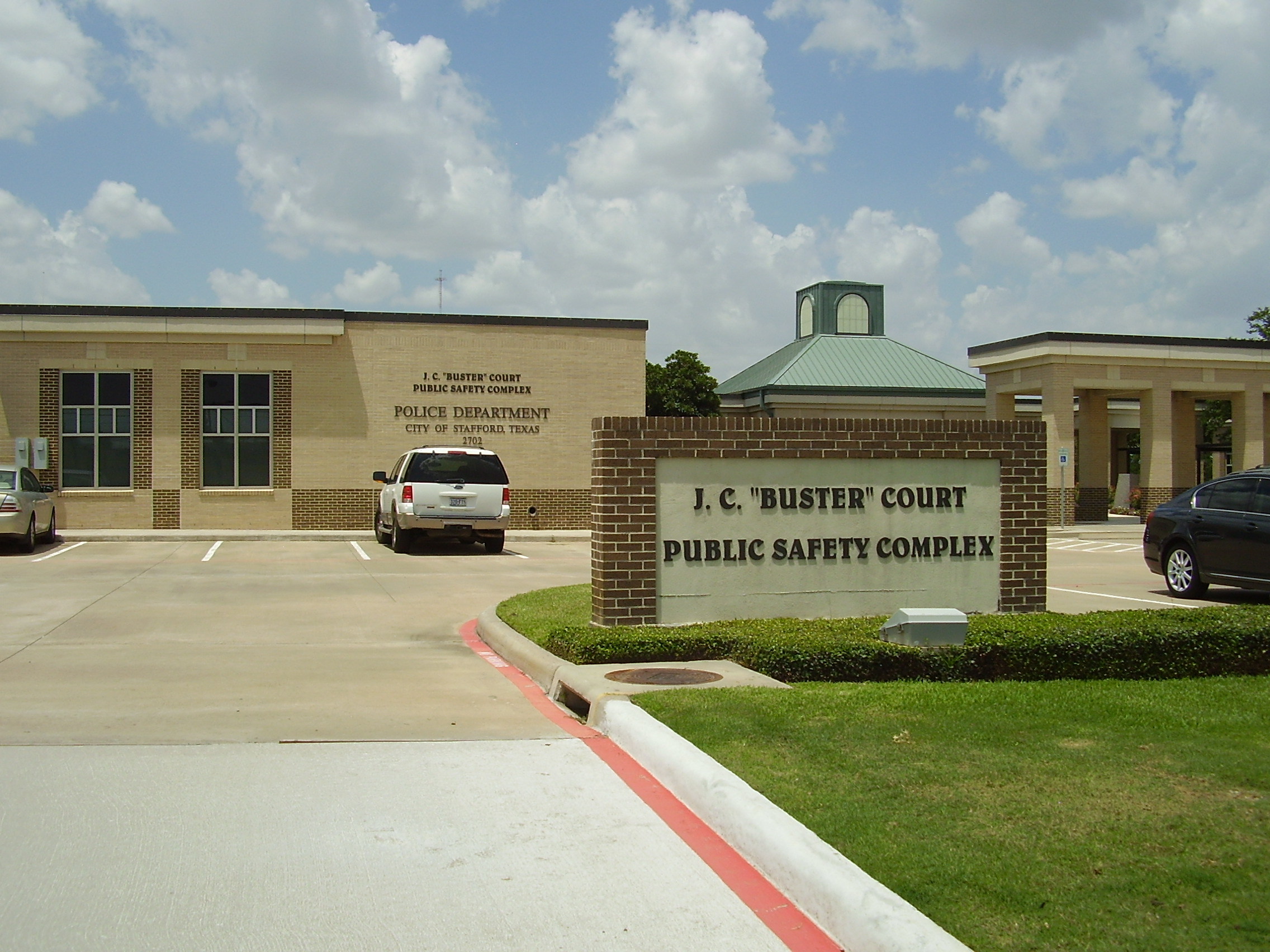
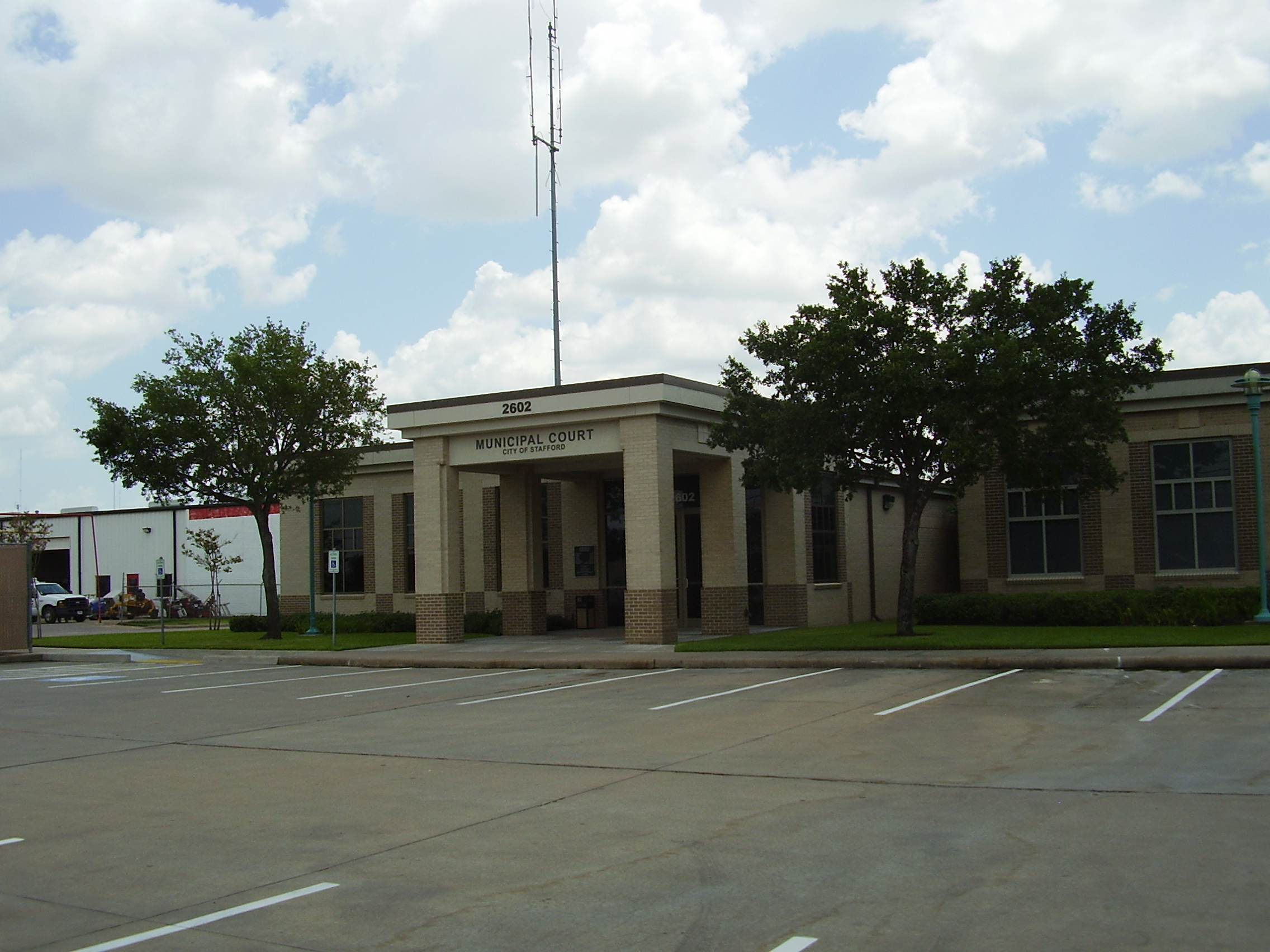
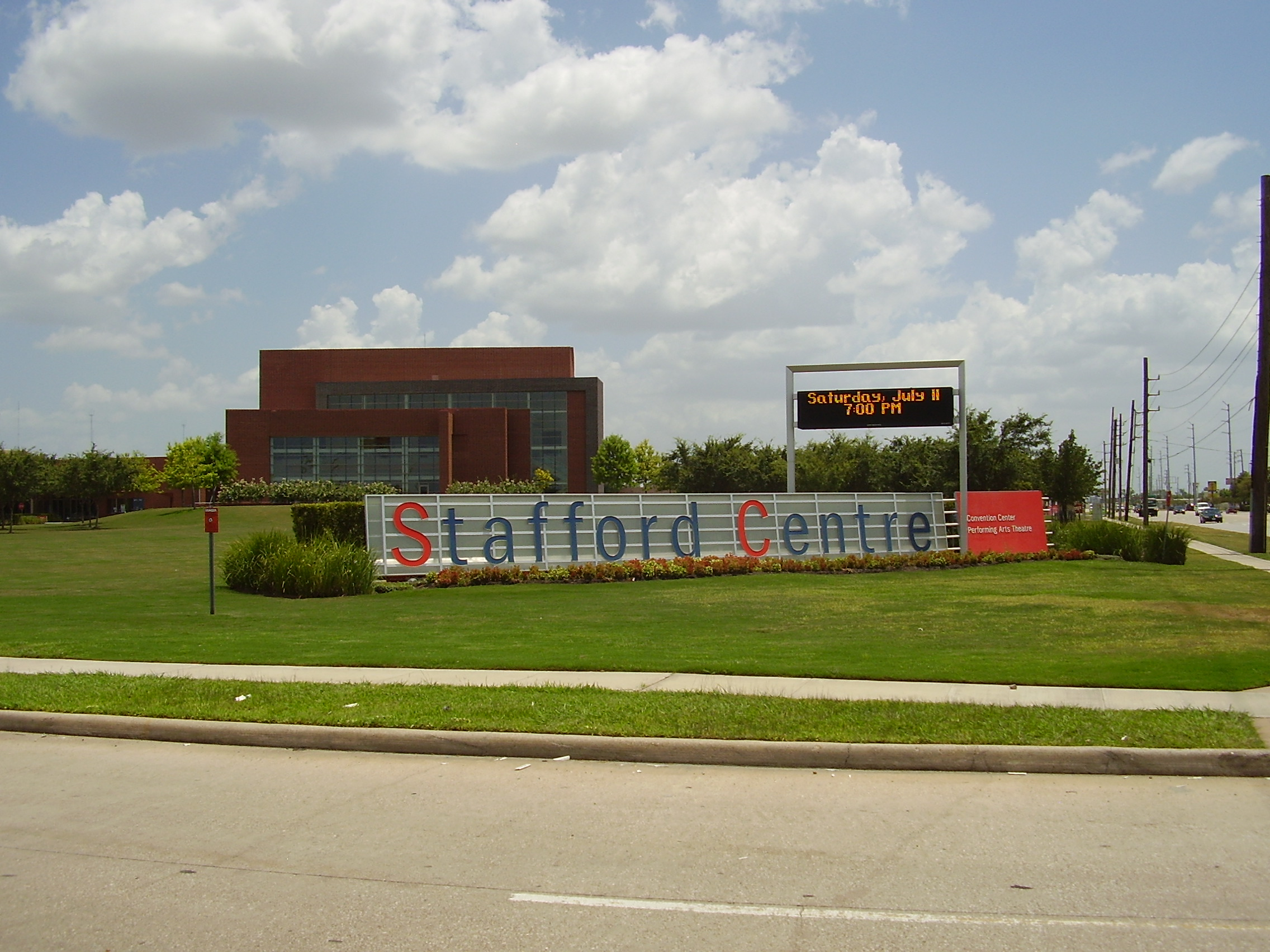
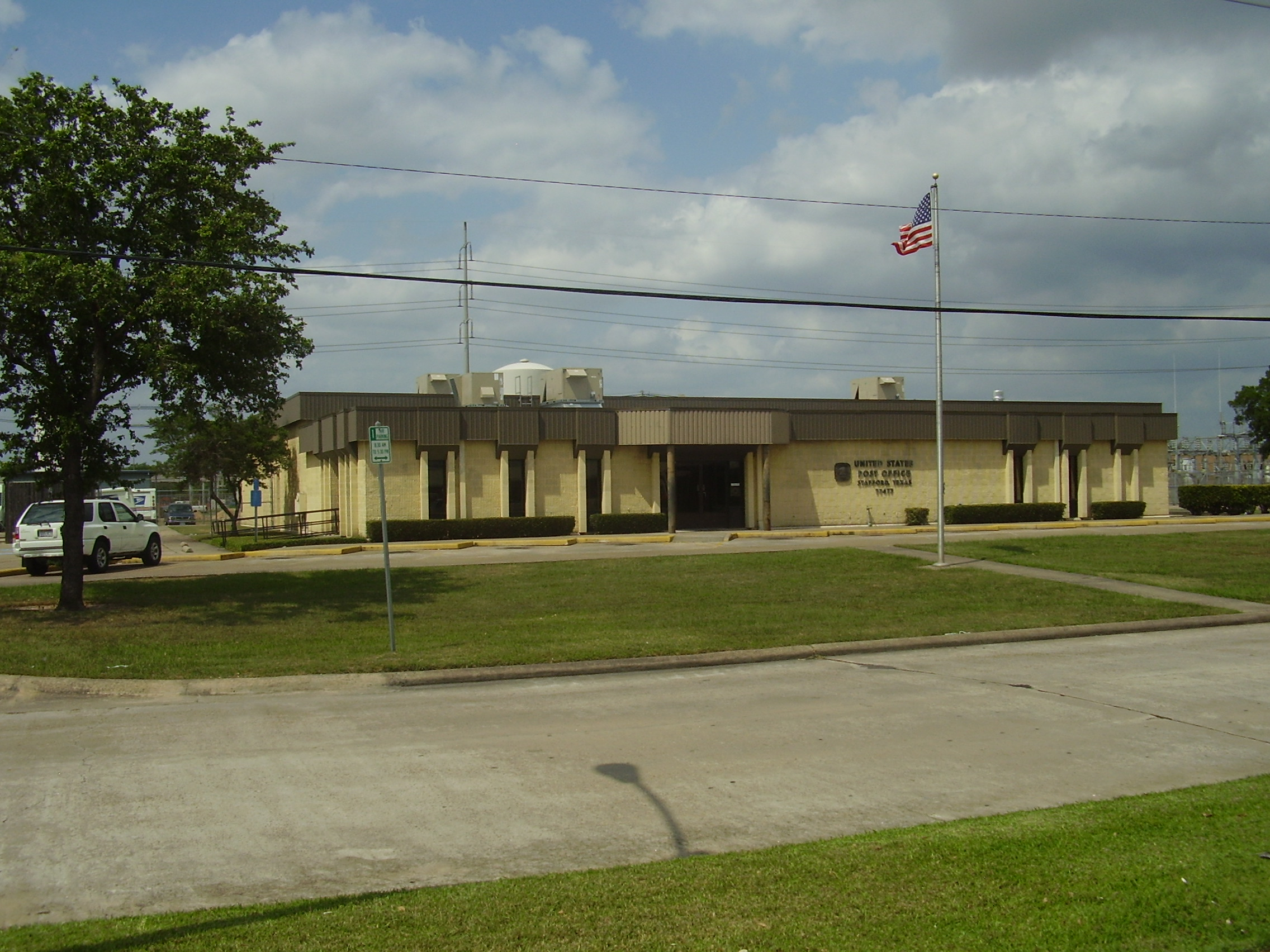

### تعداد عام 2010
بلغ عدد سكان ستافورد 17,693 نسمة بحسب تعداد عام 2010، وبلغ عدد الأسر 6,750 أسرة وعدد العائلات 4,483 عائلة مقيمة في المدينة. في حين سجلت الكثافة السكانية 970 نسمة لكل كيلومتر مربع (2,512.3/ميل2). وبلغ عدد الوحدات السكنية 7,074 وحدة بمتوسط كثافة قدره 387.8 لكل كيلومتر مربع (1,004.4/ميل2).
وتوزع التركيب العرقي للمدينة بنسبة 36.64% من البيض و27.45% من الأمريكيين الأفارقة و0.57% من الأمريكيين الأصليين و22.81% من الأمريكيين ذوي الأصول الآسيوية و0.03% من سكان جزر المحيط الهادئ و9.28% من الأعراق الأخرى و3.23% من عرقين مختلطين أو أكثر و25.94% من الهسبانيون أو اللاتينيون من أي عرق.
بلغ عدد الأسر 6,750 أسرة كانت نسبة 36.8% منها لديها أطفال تحت سن الثامنة عشر تعيش معهم، وبلغت نسبة الأزواج القاطنين مع بعضهم البعض 45.1% من أصل المجموع الكلي للأسر، ونسبة 16.3% من الأسر كان لديها معيلات من الإناث دون وجود شريك، بينما كانت نسبة 5% من الأسر لديها معيلون من الذكور دون وجود شريكة وكانت نسبة 33.6% من غير العائلات. تألفت نسبة 27.9% من أصل جميع الأسر من عدة أفراد يعيشون في نفس المنزل ونسبة 4.7% كانت تتألف من شخص يعيش بمفرده يبلغ من العمر 65 عاماً أو أكثر. وبلغ متوسط حجم الأسرة المعيشية 2.62، أما متوسط حجم العائلات فبلغ 3.25.
بلغ العمر الوسطي للسكان 31.9 عاماً. وكانت نسبة 24.8% من القاطنين تحت سن الثامنة عشر، وكانت نسبة 10.8% بين الثامنة عشر والرابعة والعشرين عاماً، ونسبة 32.8% كانت واقعةً في الفئة العمرية ما بين الخامسة والعشرين والرابعة والأربعين عاماً، ونسبة 24.6% كانت ما بين الخامسة والأربعين والرابعة والستين، ونسبة 7% كانت ضمن فئة الخامسة والستين عاماً فما فوق. وتوزع التركيب الجنسي للسكان بنسبة 48.6% ذكور و51.4% إناث.